# Paolo Gobetti
Paolo Ludovico Gobetti (Torino, 28 dicembre 1925 – Torino, 25 novembre 1995) è stato un partigiano, critico cinematografico, regista e archivista italiano.

## Biografia
Figlio di Piero Gobetti e di Ada Prospero, perse il padre a pochi mesi dalla nascita. Insieme alla madre, partecipò dal settembre 1943 alla Resistenza italiana, nelle formazioni Giustizia e Libertà.
L’esperienza della Resistenza condizionò profondamente la sua vita. Successivamente iniziò la sua carriera cinematografica come critico e documentarista. Non va dimenticata anche la passione per la montagna, che gli era stata ben utile durante la lotta partigiana, e a cui in seguito Paolo Gobetti prodigò energie fisiche e intellettuali. 
Gobetti praticò con passione anche accostandosi all'alpinismo e alla speleologia.
(I Quaderni de Il Nuovo Spettatore n. 16, Ancr, Torino, 1994)
Tra il 1954 e il 1956 circa cinquanta racconti e articoli scientifici di Paolo Gobetti furono pubblicati sul Pioniere.

### Critica cinematografica
Nel dopoguerra Paolo Gobetti cominciò ad interessarsi di cinema e lavorò come critico cinematografico nell'edizione piemontese de l'Unità dal 1948 al 1956 e successivamente come capo redattore in Cinema Nuovo dal 1956 al 1958. Nel 1959 fondò e diresse Il nuovo spettatore cinematografico - rassegna mensile dei film di oggi e di ieri, pubblicato fino al 1964 in due serie.
La rivista torna poi come "Il Nuovo spettatore - Cinema, video, televisione e storia" nel 1979 e continuerà ad essere pubblicato come annale dell'Archivio nazionale cinematografico della Resistenza, anche dopo la morte di Paolo Gobetti.
Agli inizi degli anni '60 traduce dall'inglese all'italiano molti importanti saggi di storia e teoria del cinema.

### Direzione cinematografica
La sua prima esperienza di regia cinematografica avvenne nel 1950, realizzando un cortometraggio per il Partito Comunista Italiano, dal titolo Avanti nel grande partito.
Nel 1962 con la moglie Carla Gobetti realizzò Scioperi a Torino, film "militante" girato nel corso degli scioperi di quell'anno alla Lancia, alla Michelin e alla FIAT.
Paolo Gobetti fu anche tra i primi in Italia a occuparsi di critica televisiva. 

### Fondazione dell'Ancr
Nel 1966 Gobetti fu tra i fondatori dell'Archivio nazionale cinematografico della Resistenza, nato con lo scopo di salvare immagini, testimonianze e filmati riguardanti la Resistenza italiana, l'antifascismo, nonché la storia del XX secolo.
Nel 1975, insieme a Giuseppe Risso, vennero realizzati i film di montaggio Lotta partigiana e Dalla marcia su Roma a Piazzale Loreto. Si tratta di due lezioni costruite con materiali cinematografici d'epoca che innovano il modo di realizzare documentari di montaggio con materiale di repertorio, soprattutto attraverso un uso rigoroso delle fonti filmiche e di interviste sonore al posto dell'anonima voce dello speaker.

### Realizzazioni e rassegne
Il lavoro di ricerca che Paolo Gobetti condusse a partire dalla metà degli anni '70, raccogliendo numerose interviste a militanti anarchici combattenti della guerra civile spagnola portò alla costruzione di uno straordinario archivio di interviste videoregistrate, che conserva più di trecento ore di testimonianze di combattenti italiani e spagnoli nella guerra civile dalla parte della repubblica.
Altre realizzazioni sono Cudine 17 novembre 1944 a proposito di un massacro di partigiani ex carabinieri e civili (1979) da parte dei nazisti in Piemonte; Un'altra Italia nelle bandiere dei lavoratori. Seguono i film Le prime bande (1983), La Bahìo – festa di una valle occitana (1987), ricerca di antropologia visiva. Del 1987 è anche La battaglia di Pertuso, con testimonianze, documenti e qualche filmato girato da Don Pollarolo.
Una delle opere più rilevanti è Racconto interrotto, uscito nel 1992, incentrato sulla figura del padre Piero Gobetti quale risulta dalle testimonianze degli amici pazientemente raccolte per anni da Paolo Gobetti, e Le prime bande del 1983, un lungometraggio con interviste a protagonisti perlopiù sui luoghi in cui si trovavano da partigiani, che affronta l'inizio della resistenza.
A partire dal 1980 realizzò una serie di programmi. In ambito didattico uno dei primi progetti propugnati da Paolo Gobetti e Gianni Rondolino fu un corso di storia per insegnanti intitolato Come la cinepresa può documentare la Storia sul fascismo e l'antifascismo, la resistenza e il movimento operaio.

### Manifestazioni
Diverse furono le rassegne e manifestazioni organizzate, fra cui la rassegna di film sul cinema della guerra e sui suoi registi ed una rassegna di film del cinema della guerra civile spagnola per la Mostra internazionale d'arte cinematografica del 1976. Vi furono anche le rassegne del Cinema Italiano Anno per Anno in cui attraverso i film usciti in un certo anno si sollecitava lo spettatore ad individuare modelli culturali e comportamenti della società italiana nell'anno preso in esame.
Dal 1992 al 1995 Gobetti (con l'Ancr) si concentrò sulla celebrazione del 50º anniversario della resistenza.

### Morte
Morì a Torino il 25 novembre del 1995 a causa di una malattia.

## Filmografia
- Scioperi a Torino (1962)
- Lotta partigiana (1975)
- Dalla marcia su Roma a piazzale Loreto (1975)
- Un'altra Italia nelle bandiere dei lavoratori (1980)
- Spagna 1936/1937 (1980)
- La Bahio-Festa di una valle occitana (1982)
- Lotte contadine in Basilicata (1982)
- Le barricate di Parma (1983)
- Lu Viol (1983)
- Memoria operaia-Torino 1900/1917 (1983/87)
- L'occupazione delle fabbriche (1983/87)
- Le prime bande (1984)
- Incontri (1985)
- Como libera: il film e la memoria (1986)
- La battaglia di Pertuso (1987)
- Al tempo delle scale (1987)
- Scuola con Berhautl (1987)
- Gli occhi del tigre (1988)
- Spagna anni 30 (1990)
- Incontro con Mario Soldati (1992)
- Work in progress (1992)
- Alla ricerca di Piero Gobetti (1992)
- Nde mac via fieuj (1992)
- Dall'esercito alle prime bande (1992)
- Ritratti di partigiani nelle valli di Lanzo (1993)
- Il ponte della memoria (1993)
- Alda Bianco,ritratto di una staffetta parigina (1993)
- Aleph-taw: memoria dello sterminio (1993)
- La battaglia della ferrovia (1993)
- Sparare a vista su sovversivo Agosti (1993)
- La frusta teatrale (1993)
- Non c'è tenente né capitano... (1994)
- Coraggio quotidiano (1994)
- Chichero (1994)
- Le stagioni della resistenza in 10 quadri e un prologo (1995)
- Giudizio di Norimberga (1995)
- Dybbuk: memoria dei campi (1996)
- Cinecronache partigiane (1996)
- Antonio Gramsci: gli anni torinesi (1998)